# 湯布院町川北
湯布院町川北（ゆふいんちょうかわきた）とは、大分県由布市内の大字。郵便番号は879-5114。

## 地理
由布市の北西部に位置する。大分川の左岸、湯布院盆地の中部～北端にあたる。由布院駅、湯布院インターチェンジ、道の駅ゆふいんなど、交通の要所となっている。
湯布院町川西、湯布院町川南、湯布院町川上、湯布院町下湯平、庄内町平石と接する。

## 歴史
- 1889年4月1日 - 町村制の施行により、北由布村が発足。（速見郡北由布村）
- 1936年4月1日 - 北由布村・南由布村が合併し、由布院村が成立。（速見郡由布院村）
- 1947年1月1日 -  町制施行により速見郡由布院町が成立。（速見郡由布院町）
- 1950年1月1日 - 由布院町が速見郡から大分郡に所属変更。（大分郡由布院町）
- 1955年1月1日 - 由布院町と湯平村が合併し、湯布院町が成立。（大分郡湯布院町大字川北）
- 2005年10月1日 - 挾間町・庄内町・湯布院町で新設合併、市政施行で由布市が成立。大字表記および、小字、番地の「の」が廃止される。（由布市湯布院町川北）[3]。

## 小・中学校の学区
市立小・中学校に通う場合、学区は以下の通りとなる。
| 町名         | 小学校               | 中学校               |
| ------------ | -------------------- | -------------------- |
| 湯布院町川北 | 由布市立由布院小学校 | 由布市立湯布院中学校 |

## 交通

### 鉄道
JR久大本線が通過する。由布院駅が設置されている。

### バス

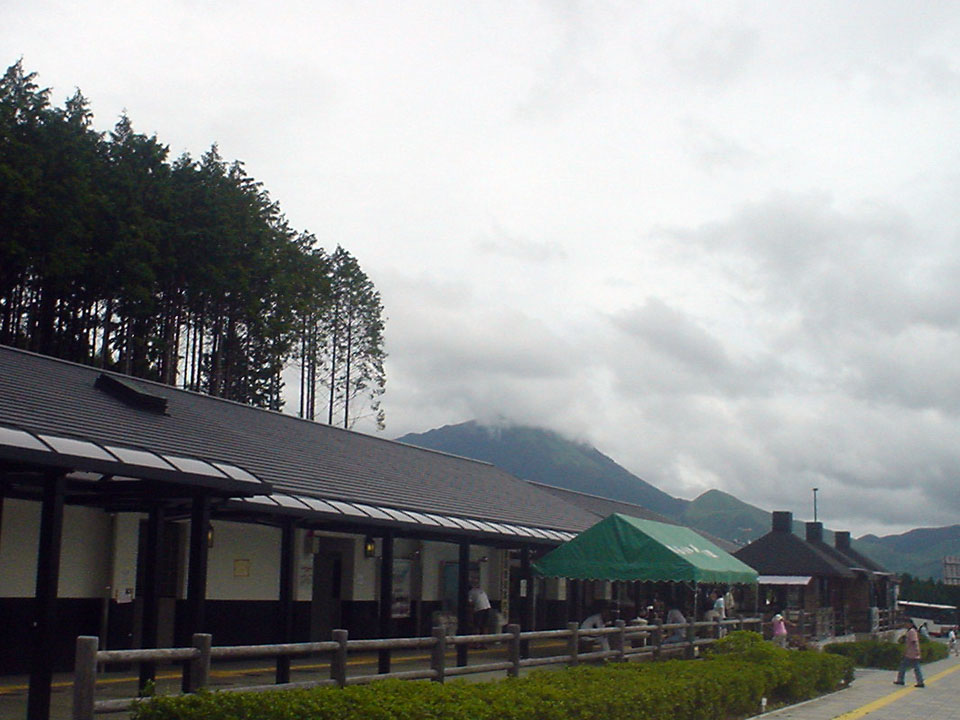
道の駅ゆふいん

亀の井バス、由布市が運営するコミュニティバスが運行されている。また、道の駅ゆふいんでは、日田・福岡方面の高速バスと接続している。

### 道路
- 大分自動車道 湯布院インターチェンジ
- 国道210号
- 大分県道216号別府湯布院線

## 施設
- 由布院駅
- 道の駅ゆふいん
- 由布市立湯布院中学校
- 大分放送湯布院ラジオ中継局